# Kvapník modrý
Kvapník modrý (Harpalus affinis, česky také kvapník měnivý) je druh střevlíkovitého brouka, který pochází z palearktické oblasti a který byl introdukován do neartické oblasti a Austrálie. 

## Popis
Dospělý brouk je 8,5 až 12 milimetrů dlouhý, má černou barvu těla s kovolesklými holeněmi. Ty jsou bronzové, zelené či modré.

## Rozšíření
Kvapník modrý má původní oblast rozšíření v palearktické oblasti, od Evropy po Sibiř. Byl už ale nalezen i v Severní Americe, kde je přítomen v několika kanadských provinciích od Britské Kolumbie po pobřeží Atlantiku. Koncem 70. let 20. století se objevil i na Novém Zélandu.